# 2013 en Grèce
Chronologie de la Grèce
- 2009
- 2010
- 2011
- 2012
- 2013
- 2014
- 2015
- 2016
- 2017

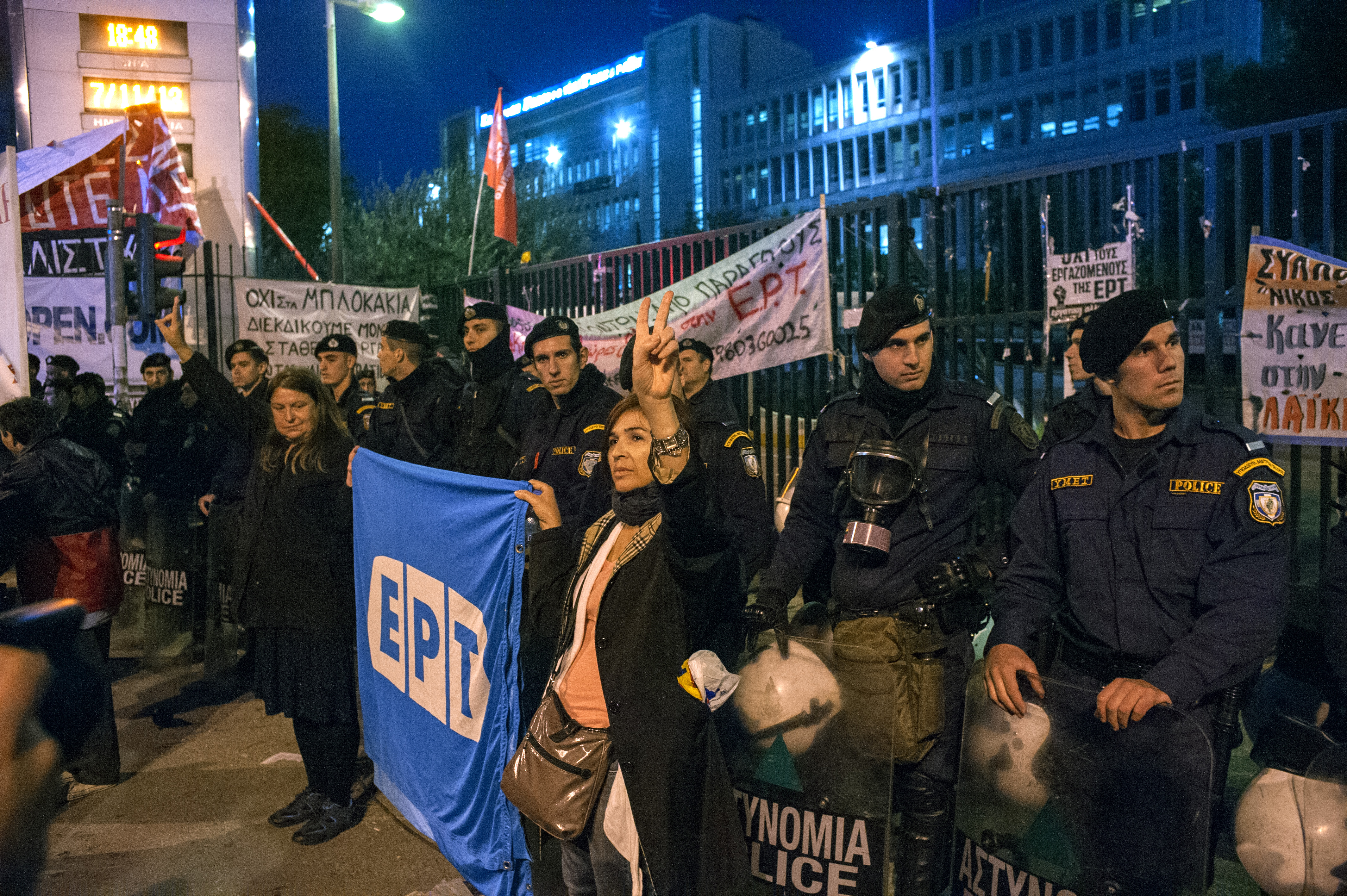
Manifestation contre la fermeture de la chaîne de télévision ERT, devant la maison de la radio à Agía Paraskeví (7 novembre 2013).

Cette page concerne les évènements survenus en 2013 en Grèce  :

## Évènement
- Crise de la dette publique grecque (Chronologie - Conséquences).
- Débats sur l'exclusion de la Grèce de la zone euro
- 10-14 juillet : 1er congrès de SYRIZA
- 18 septembre : le rappeur Pávlos Fýssas est assassiné à Keratsíni, dans la banlieue d'Athènes, par un membre du parti grec d'extrême droite Aube dorée.
- 16 octobre : Début de l'affaire de l'Ange blond.
- 1er-10 novembre : Festival international du film de Thessalonique.
- Arrestation d'Irianna VL (en), étudiante impliquée dans la conspiration des cellules de feu.

## Sortie de film
- Agon
- L'Europe autour de l'Europe
- Miss Violence
- Ne vivons plus comme des esclaves

## Sport
- Championnat de Grèce de football 2012-2013
- Championnat de Grèce de football 2013-2014
- Championnat de Grèce de basket-ball 2013-2014
- Championnat de Grèce de football de deuxième division 2013-2014
- Championnat de Grèce de rugby à XV 2012-2013
- 8-20 juillet : Championnat d'Europe masculin de basket-ball des moins de 20 ans à Héraklion et Réthymnon.
- Création des Super Coupe des Amateurs de Grèce (en) et Coupe Gamma Ethniki (en) (football).

## Création
- 5e brigade mobile aérienne (en)
- Dimosia Tileorasi (en), chaîne de télévision publique.
- Drachmi Mouvement démocratique grec cinq étoiles (en)
- Extension de la ligne 2 du métro d'Athènes (d'Ágios Antónios à Anthoúpoli et d'Ágios Dimítrios - Aléxandros Panagoúlis à Ellinikó)
- Extension de la ligne 3 du métro d'Athènes (station d'Agía Marína (en))
- Institut d'éducation technologique de la Grèce occidentale (en)
- Nouvelle Radio-Internet-Télévision hellénique (NERIT)
- Parti chrétien-démocrate du renversement (en)
- Résistance du peuple (en)

## Décès
- Chryssa, sculptrice.
- Níkos Fóskolos, réalisateur et scénariste.
- Spýros Iakovídis, archéologue.
- Yórgos Kolokythás, joueur de basketball.
- Ilías Lalaoúnis, bijoutier.
- Níkos Mamangákis, compositeur.
- Nikólaos Mártis, ministre.
- Nikólaos Pappás, amiral et ministre.